# Андреевский, Павел Аркадьевич
Павел Аркадиевич Андреевский (1849—1890) — присяжный поверенный, юрист, издатель, редактор и публицист.

## Биография
Павел Андреевский родился 29 июня (11 июля) 1849 года в Харькове в семье губернского прокурора А. С. Андреевского и Веры Николаевны (урожд. Герсевановой); брат математика М. А. и поэта С. А. Андреевских. По окончании в 1866 году курса в Екатеринославской гимназии поступил в Императорский Харьковский университет на юридический факультет. 
Получив в 1871 году степень кандидата прав, Павел Аркадьевич Андреевский в сентябре того же года назначен секретарем при прокуроре Самарского окружного суда, а в 1873 — судебным следователем в Самаре. 
Оставив в 1875 году службу и переехав в Киев, П. А. Андреевский через два года был принят в число присяжных поверенных округа Московской судебной палаты, а в 1880 году перешёл в присяжные поверенные Киевского округа. 
С 1 ноября 1880 года Павел Аркадьевич Андреевский начал издавать в Киеве ежедневную газету «Заря», выходившую под его же редакцией до конца 1886 года, хотя фактическим редактором был М. И. Кулишер. 
Большой любитель театра и очень способный актер, один из учредителей Киевского драматического общества, П. Андреевский начал свою литературную деятельность театральными рецензиями, которые помещал в «Самарском справочном листке», «Киевском листке», «Киевлянине», «Заря» и «Киевском слове». В двух последних газетах писал под псевдонимом «Игла», несколько лет подряд бойкие воскресные фельетоны («Мысли вслух»), имевшие среди местных читателей большой успех. Часть этих фельетонов появилась в отдельном издании, составив в 1886 году «Дневник праздного человека», а в 1888-м — юмористический сборник «Игла». 
Из четырех написанных Андреевским пьес три — «Болезнь века», драма в 5 действиях, М., 1878 (лит.), «Призраки», комедия в 4 действиях (лит.) и фарс «Мужественная женщина» (лит.) — были представлены, причем «Болезнь века» — в бенефис Струйской в 1878 году на сцене Александринского театра; четвертая пьеса — «Преступники на свободе» — не появлялась в свет. Незадолго до смерти Андреевский начал писать новую пьесу, отрывки которой найдены в его бумагах. 
Многие мористические стихотворения, пародии и переводы Андреевского остались (при жизни автора) не напечатанными. 
Как судебный оратор, преимущественно криминалист, Андреевский отличался умом, находчивостью, остроумием и необыкновенным умением улавливать жизненные стороны дела.
Павел Аркадиевич Андреевский скончался 20 марта (1 апреля) 1890 года в городе Киеве.